# Anyone Who Had a Heart
Singles de Dionne Warwick
Make the Music Play
(1963) Walk On By
(1964)
Anyone Who Had a Heart est une chanson américaine de Dionne Warwick composée par Burt Bacharach sur des paroles de Hal David et sortie en 1963. Elle est classée à la fois no 8 au Billboard Hot 100, no 6 au R&B Chart de Cash Box et no 2 au Hot Adult Contemporary Tracks mais seulement no 42 au UK Singles Chart en 1964 où elle fait jeu égal avec une version de Mary May et est battue par la reprise de Cilla Black, produite par George Martin, et qui reste 3 semaines no 1. Anyone Who Had a Heart est depuis devenue un standard.

## Versions

### Single de Cilla Black
Singles de Cilla Black
Love of the Loved
(1963) You're My World
(1964)
Enregistrée en anglais (sauf mentions contraires) par :
- Atomic Kitten
- Burt Bacharach
- Michael Ball
- Shirley Bassey sur l'album The Magic Is You
- Laurie Beechman
- Cilla Black
- Björk
- Vikki Carr
- Petula Clark (en français : Ceux qui ont un cœur ; en allemand : Alles ist nun vorbei ; en espagnol : Tú no tienes corazón ; en italien : Quelli che hanno un cuore)
- Tim Curry
- Barbara Dickson
- Marlene Dietrich
- Carol Duboc
- Percy Faith
- The Four Seasons
- Jan Graveson
- The Hot Puppies
- Ronald Isley
- Wynonna Judd
- Henry Kaiser (instrumental)
- The Lettermen
- Shelby Lynne
- Martha and the Vandellas
- Maureen McGovern
- Mary May
- Mina : (en italien : Quelli che hanno un cuore)
- Scott Morris
- Olivia Newton-John
- Maxine Nightingale
- Trijntje Oosterhuis
- Inger Lise Rypdal
- Linda Ronstadt
- Bic Runga
- Sandie Shaw
- Dusty Springfield
- Nino Tempo
- Cal Tjader (instrumental)
- Kenny Vance (en)
- Luther Vandross avec Elton John
- Pamela Williams (instrumental)
- Kai Winding (instrumental)